# Raorchestes glandulosus
Raorchestes glandulosus es una especie de rana que habita en India; es endémica de las Ghats occidentales, encontrándose en altitudes de entre 400 y 2000 metros. 
Esta especie se encuentra amenazada de extinción debido a la destrucción de su hábitat natural.